# American Physiological Society
Die American Physiological Society, abgekürzt APS, ist eine wissenschaftliche Organisation, die sich mit allen Aspekten der physiologischen Forschung beschäftigt. Sie hat ihren Sitz in Bethesda (Maryland). Die Gesellschaft wurde 1887 von 28 Mitgliedern gegründet. In den ersten Jahren nach Gründung kümmerte sich die Gesellschaft um die Ausweitung von Forschung und Lehre für das Fach Physiologie. Im Jahr 1898 wurde die Zeitschrift American Journal of Physiology gegründet. Inzwischen hat die Gesellschaft etwa 10.500 Mitglieder und veröffentlicht sowohl Fachbücher als auch zwölf Fachzeitschriften.

## Aktivitäten
Die Gesellschaft hat regionale Verbände und fachlich definierte Sektionen.

### Kongresse
APS organisiert jährliche Kongresse.

### Fachzeitschriften
APS veröffentlicht verschiedene Fachzeitschriften:
- American Journal of Physiology (AJP), gegründet 1898, wurde aufgegliedert in die folgenden sieben Zeitschriften:
- AJP - Endocrinology and Metabolism, gegründet 1977, Impact Factor 2014 = 3,785.
- AJP - Cell Physiology, gegründet 1977, Impact Factor 2014 = 3,780.
- AJP - Gastrointestinal and Liver Physiology,  gegründet 1980, Impact Factor 2014 = 3,798.
- AJP - Heart and Circulatory Physiology, gegründet 1977, Impact Factor 2014 = 3,838.
- AJP - Renal Physiology, gegründet 1977, Impact Factor 2014 = 3,284.
- AJP - Lung Cellular and Molecular Physiology, gegründet 1989, Impact Factor 2014 = 4,080.
- AJP - Regulatory, Integrative and Comparative Physiology, gegründet 1977, Impact Factor 2014 = 3,106.
- Physiological Genomics, gegründet 1999, Impact-Faktor 2014 = 2,374.
- Journal of Applied Physiology, gegründet 1948, Impact-Faktor 2014 = 3,056.
- Journal of Neurophysiology, gegründet 1938, Impact-Faktor 2014 = 2,887.
- Physiological Reviews, gegründet 1921, Impact-Faktor 2014 = 27,320.
- Physiology, gegründet 1986, Impact-Factor 2014 = 4,857.
- Advances in Physiology Education, gegründet 1989, Impact-Factor 2012 = 1,217.